# Aubevoye
Aubevoye település Franciaországban, Eure megyében. Lakosainak száma 4936 fő (2018. január 1.).

## Népesség
A település népességének változása:
| Lakosok száma | 1671 | 1707 | 2188 | 3879 | 3819 | 4545 | 5043 | 5620 | 5111 | 4936 |
|               | 1962 | 1968 | 1975 | 1990 | 1999 | 2008 | 2013 | 2016 | 2017 | 2018 |